# Dakosaurus
Dakosaurus är ett utdött släkte av kräldjur som tillhör familjen Metriorhynchidae och som levde i delar av Europa under senare delen av Juraperioden och som är avlägset släkt med krokodildjuren.
Ett nästan fullständigt fossilt skelett i museet i Stuttgart mäter ungefär 6 meter.